# Chamoli (Distrikt)
Der Distrikt Chamoli (Hindi चमोली ज़िला) ist ein Distrikt des indischen Bundesstaats Uttarakhand. Sitz der Distriktverwaltung ist Gopeshwar. Der Distrikt Charmoli existiert seit 1960.

## Geografie

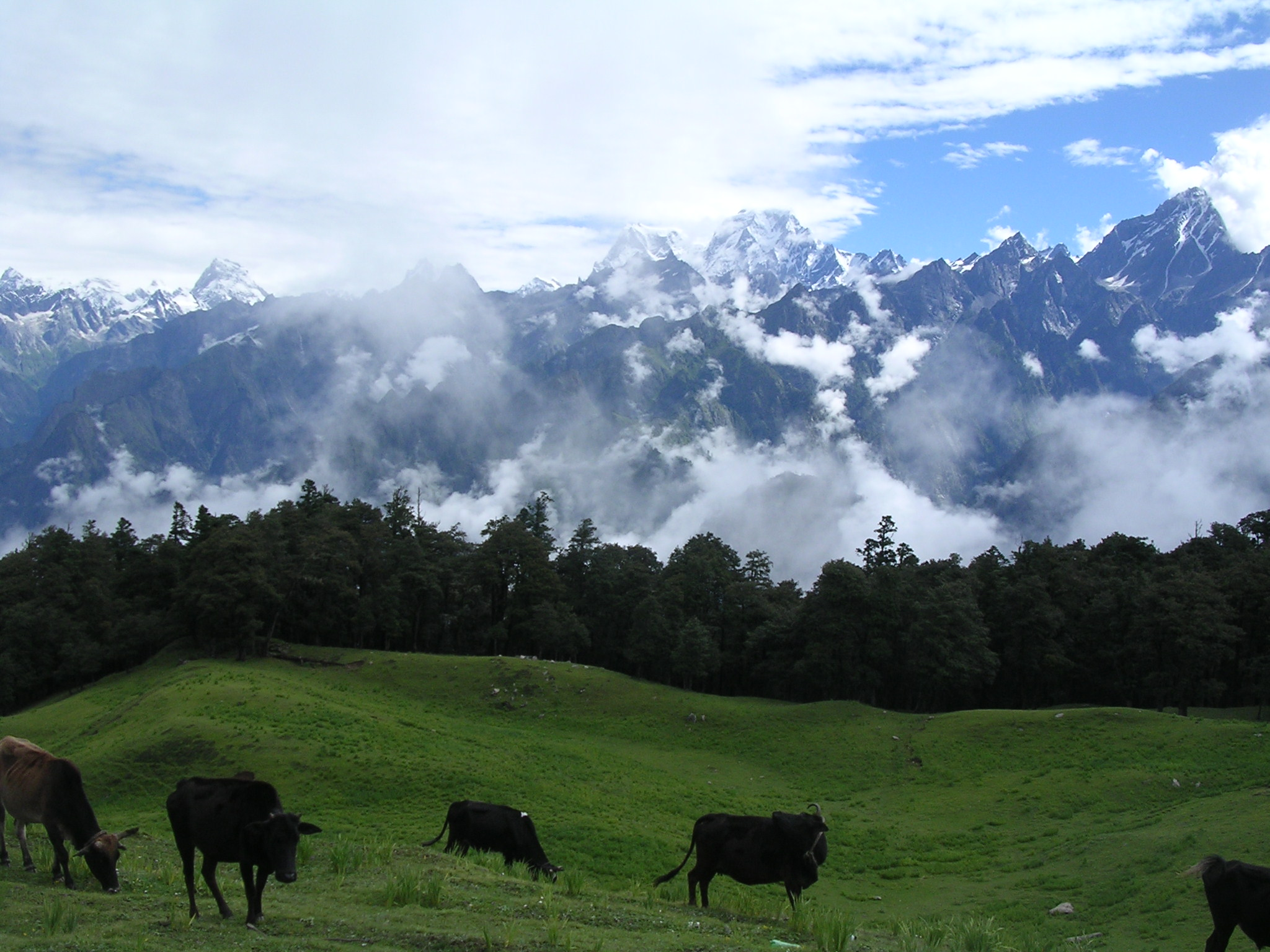
Blick auf den Himalaya nahe Auli Laga Joshimath

Der Distrikt Chamoli liegt in der Division Garhwal im Norden von Uttarakhand im Garhwal-Himalaya. Chamoli grenzt im Nordwesten an Uttarkashi, im Nordosten an Pithoragarh, im Südosten an Bageshwar, im Süden an Almora, im Südwesten an Pauri Garhwal und im Westen an Rudraprayag. Im Norden bildet die Wasserscheide des Himalaya-Hauptkamms die Grenze zum autonomen Gebiet Tibet. Die Fläche des Distrikts Chamoli beträgt 8030 km². Das Gebiet des Distrikts Chamoli befindet sich im Einzugsgebiet der Alaknanda. Wichtige Flusstäler sind neben dem der Alaknanda, die deren Nebenflüsse Saraswati, Dhauliganga und Pindar. Im Nordosten befindet sich der Nanda-Devi-Nationalpark. Im Norden erstreckt sich die Kamet-Gruppe, im Nordwesten liegt die Gangotri-Gruppe.
Im Distrikt liegen der 6471 m hohe Balakun und der 5879 m hohe Barmai.

## Verwaltungsgliederung
Der Distrikt ist in 6  Tehsils und einen Sub-Tehsil gegliedert.

## Bevölkerung
Nach der Volkszählung 2011 hatte der Distrikt Chamoli 391.605 Einwohner.

## Sehenswertes
Im Distrikt Chamoli befindet sich der hinduistische Wallfahrtsort Badrinath.